# オー!マイ・ボス!恋は別冊で
『オー!マイ・ボス!恋は別冊で』（オー!マイ・ボス!こいはべっさつで）は、2021年1月12日から3月16日までTBS系「火曜ドラマ」枠で放送されたテレビドラマ。主演は上白石萌音。略称は「ボス恋」。
2020年1月期の同枠・TBS系「火曜ドラマ」で上白石萌音主演で放送された『恋はつづくよどこまでも』のスタッフが再集結して制作された。

## あらすじ
鈴木奈未は、小説家を諦めきれない父に閉口する母から、「人並みの生活と幸せが得られれば十分」と言われて育ち、自身も「普通が一番」と考えるごく普通の女性だった。幼馴染で片思いの相手・日置健也のあとを追い、郷里の熊本から上京して大手出版社・音羽堂出版の備品管理部を希望して面接を受けたがファッション雑誌『MIYAVI』の編集部に採用され、パリから帰国した編集長の宝来麗子の雑用係に任命される。奈未は麗子から仕事に対する意識の低さを厳しく指摘され、彼女からの業務命令に振り回される。そんな中出会った潤之介と名乗る男性から彼女のふりを依頼され、彼の姉と会うことになるが、その姉こそ麗子だった。
『MIYAVI』は創刊から様々なトラブルに見舞われるが麗子のアイデアや和泉遥ら編集部の仲間たちの尽力で無事刊行され、その後も編集部一丸となってトラブルを解決することで刊行を続けていく。奈未自身も麗子たちを始めとした同僚たちや関係者と関わるに連れて‘’普通‘’に満足してばかりでは駄目だと痛感し、仕事や物事に対して積極的に向き合うようになり、信頼を得ることでやりがいを感じていく。
そんな中、潤之介と奈未は互いを理解しあい、雨空の下、口づけを交わしたことをきっかけに急速に仲を深める。そのような中、奈未はインタビュー企画を通してヴァイオリニスト・蓮見理緒と出会い親交を深めるが、理緒は潤之介の幼馴染で、かつて彼の交際相手だったことを知る。その後、理緒と潤之介が抱き合っているところを目撃した奈未は、潤之介の相手は自分ではないと遥に吐露し職場で泣いてしまい、その様子を見ていた奈未に密かに想いを寄せる先輩編集部員・中沢涼太から交際を申し込まれる。
奈未は誰にでも優しい潤之介に対する苛立ちから、潤之介との関わりを拒否し、出張で訪れた長野で帰りのバスを乗り逃がし中沢と二人で宿泊することになる。中沢の配慮で同じ部屋で泊まることは無かったものの、そのことを聞いた潤之介はバイクを飛ばして長野に奈未を迎えに行き、合流した二人は互いの思いを伝え合い、関係を修復する。
音羽堂出版の吸収合併により、『MIYAVI』は廃刊の可能性があったが、麗子が仕掛けたコラボ企画の絹化粧水が大ヒットしたことで複数のハイブランドから広告掲載の引き合いがきたことから廃刊を免れたが、吸収した出版社側の意向で麗子は編集長から外れることとなる。潤之介は奈未に金沢の実家に帰り家業の宝来製紙を継ぐことを伝え、プロポーズをして奈未は快諾するが、編集の仕事にやりがいを感じ始めていたこともあり、仕事と結婚に揺らぐ。その様子を中沢から教えられた潤之介は奈未のために離別を決意し、奈未も理緒から夢や仕事に未練がありながら結婚することは逆に潤之介を悲しませることになると言われていたことから、奈未も潤之介との離別の道を選ぶ。
奈未は潤之介との失恋を引きずり仕事に支障をきたすが、仕事に打ち込むことを選んだことを思い返し、仕事に集中する。『MIYAVI』の新編集長に就任していた高橋麻美は、広告掲載の見送りの申し出があったことから麗子でなければ『MIYAVI』がなりたたないと編集長の役職を退き、入れ替わる形で編集員たちから復帰を熱望されていた麗子が『MIYAVI』の編集長に復帰する。奈未は麗子から潤之介が宝来製紙を継がずカメラマンとして成功することに挑戦するためカンボジアに旅立つことを聞かされ、編集部を訪れた潤之介から指輪を渡され、成功して必ず戻ってくるのでそれまで待って欲しいとお願いされ、奈未は潤之介の願いを聞き入れる。
三年後、奈未は『MIYAVI』の編集会議で退職の挨拶をしており、『MIYAVI』の編集部員たちから送り出されたその足で向かった先は元音羽堂出版・副社長の宇賀神慎一が立ち上げた出版社で、そこで編集長に就任していた麗子のアシスタントに再び就くことになる。そんなある日、渋谷に潤之介が撮影した写真が採用された航空会社のカンボジア観光を宣伝する巨大な広告看板があることを知った奈未は渋谷に向かうが、その広告写真の前に潤之介がいるわけもなく、そのまま潤之介と出会ったベンチに向かうと奈未は聞き覚えのある声で名前を呼ばれる。その声の主は潤之介で、カンボジアで出会ったエージェントと契約し、航空会社から大きな仕事を任されたことからカメラマンとして成功したと判断し帰国したことを報告され、二人は思い出のベンチの前で口づけを交わす。

## キャスト

### 主要人物
鈴木奈未（すずき なみ）〈23〉
演 - 上白石萌音（幼少期：宮崎歩夢）
本作品の主人公。「仕事も恋愛もほどほどに。人並みで普通の幸せを手にしたい」という安定志向の持ち主。
熊本県出身。片想いしている幼馴染の健也を追いかけ東京の大手出版社「音羽堂出版」の備品管理部の面接を受けるが、ファッション誌『MIYAVI』編集部に配属された。
編集長の麗子の雑用係に任命され、思い描いた仕事とのギャップや麗子の無理難題などに悩みつつ、それらを乗り越える中で相手の筋が通らない言動に毅然と意見するなど、少しずつ社会人として成長を遂げていく。それと同時に、麗子の仕事に対する熱意を知り彼女を尊敬するようになった。
遥や中沢たち編集部のメンバーと潤之介たちと一緒にグランピングに行くこととなり、潤之介から「星空を見に行こう」と約束されるが、大雨のため話が流れたと思っていたところ、念のため待ち合わせ場所に行くと雨空の下、潤之介は約束を守り奈未を待っていたことから、愛おしさのあまり潤之介と口づけを交わし、潤之介も奈未に口づけを返し、急速に仲を深める。
後日雑誌撮影の場でカメラマンとして参加していた潤之介から『MIYAVI』の編集部員がいる前で恋人宣言をされ、両想いであることが分かり安堵するが、麗子に雑誌編集の件で感謝された日の夜、理緒が潤之介に寄り添い、潤之介が彼女を抱擁する場面を目撃し、幼馴染でかつての潤之介の交際相手であった理緒にはやはり敵わないとショックを受ける。さらに上京した家族からの誤った情報で潤之介が理緒とよりを戻したと勘違いするが、母・真未の訂正の電話と、中沢とふたりで長野で宿泊していることを聞きつけた潤之介が長野まで奈未を探しに来たことで誤解が解ける。
音羽堂出版が吸収合併されることになり『MIYAVI』の廃刊が決まったと伝え聞き、合併後も編集長のもとで一緒に雑誌が作りたいと麗子に訴えるが、「ファッションは人に夢を与える仕事であり、 あなたが憧れるべきは私ではなく、この出版の仕事だ」と諭される。
潤之介からのプロポーズを受け入れ、彼の両親との顔合わせを済ませて、後は金沢に行き婚礼を済ませるだけとなったが、雑誌編集の仕事の楽しさに目覚め、理緒から結婚するのに夢や仕事に未練があるなら優しい潤之介を逆に悲しませることになると言われたことから、潤之介との婚約を解消する。
潤之介との破局後、尾芦から連絡を受け、家業を継いだものの自分にこれまで撮影した写真を廃棄するように潤之介から託けられたため、潤之介は本当はカメラマンに未練があるのではないかと相談されたことから、潤之介に連絡をとり尾芦が潤之介の写真を保管してくれていたレンタル倉庫まで案内し、「夢にフタをして笑えていないのでは」と問いかけたことで、潤之介がカメラマンを続けたい本当の気持ちを気付かせる。
潤之介がカンボジアへ旅立って3年後、『MIYAVI』編集部を去り宇賀神が立ち上げた出版社に移籍し、そこで編集長をつとめる麗子のアシスタントに就任する。
カンボジアへの観光を宣伝する航空会社の大きな仕事を任され、カメラマンとして成功したと判断し帰国した潤之介とかつて二人が出会った街中のベンチで再会し、潤之介から成功の報告をうけるとともに、潤之介と口づけを交わす。
宝来麗子（ほうらい れいこ）
演 - 菜々緒 （幼少期：中田華月）
ファッション誌『MIYAVI』の最年少編集長。
30歳の若さでファッション誌『マリ・クレール』で欧州初の日本人編集長に就任。宇賀神にヘッドハントされ『MIYAVI』創刊のためパリから帰国する。
整った容姿と抜群のスタイルに加えて「超敏腕」「毒舌」「冷徹」の三拍子揃ったバリバリのキャリアウーマンで仕事に対する責任感は非常に強く、職務遂行のためには土下座をすることも厭わない。向上心に欠ける奈未に厳しく接し、様々な課題を与える。
初めは奈未の仕事ぶりにダメ出しが多かったが、多忙で引き受け手がいなかった社内報の仕事を引き受けた奈未が書いた記事を本人の前では酷評するものの、副編集長の半田に広報に記事を回すよう指示して掲載を許可するなど、自分の仕事に責任を持つようになった彼女を認め始めるようになる。
恋人のフリをして欲しいと潤之介に頼まれた奈未と顔合わせしたことで、潤之介の姉であることが判明する。当初から奈未が潤之介の偽の恋人であることを見抜いており、恋愛を応援する口実で自分と疎遠になった金沢の父・勝之介と引き合わせる狙いから潤之介がそのような偽装カップルを演じていると考えていた。
大学卒業後は家業の宝来製紙への就職が既定路線となっていたが、ファッションに興味があり、ファッション関係の仕事に就くことも将来の選択肢の一つであると父・勝之介に告白した際、一流大学を出て成績もトップクラスの創業家の娘が、家業を継がないなんて「もったいない」と言われてしまい、父の発言に抵抗感を持ち、それ以降、父とは距離を置くようになり疎遠となっていた。
宇賀神に好意を抱いており、彼の前ではいつもの高圧的な態度は鳴りを潜め、緊張の面持ちになる。
音羽堂出版が吸収合併されることになり『MIYAVI』の廃刊も確実と思われたが、ISOBEとコーチのコラボによる絹化粧水が大ヒットし、ハイブランドからの問い合わせが殺到したため、『MIYAVI』は廃刊を免れることになるが、吸収する側のファーストパブリッシングから麗子が編集長を降りることを条件に出されたため、『MIYAVI』存続のため、その条件を受け入れることを決意する。
編集長辞任後、消息不明となっていたが音羽堂出版の合併を防ぐことが出来なかったため、少しでも会社にできることをと考え部署異動を希望し、備品管理部に配属され的確な指示で業務効率が劇的に向上したことから救世主的な扱いをされていた。
潤之介が婚約者として奈未を家族に紹介する会食の席で、奈未が世界中の読者を笑顔にできるファッション雑誌を作る麗子が如何に凄いかを熱弁したことで、父・勝之介が麗子の雑誌編集の仕事に対する評価を改め、今までのことを謝罪される。自身も宝来製紙を継がなかったことを謝罪し、親子の不和を解消する。
奈未たちから何度も編集長への復帰をお願いされ、奈未に渡された『MIYAVI』のゲラ刷りを確認したことで、自分がファッション業界を志す切っ掛けとなったファッション誌から夢を与えてもらった当時の気持ちを思い出し、夢を与える仕事をしていた雑誌編集者としての情熱を取り戻し、吸収合併後の新生『MIYAVI』創刊号の編集長として復帰する。
復帰当初から『MIYAVI』が軌道に乗れば編集部を去ると決めていたことから宇賀神に辞表を提出し、これからは自由に作りたい雑誌を作ることを告げ、これからはちゃんと人に頼るようにすると宣言し宇賀神に「私を支えてください」と自分の気持ちを伝え、宇賀神の「ビジネス面でなくプライベート面で?」との問いかけに笑顔で応える。
潤之介がカンボジアへ旅立って3年後、宇賀神が立ち上げた出版社に移籍し、そこで編集長をつとめている。

宝来潤之介（ほうらい じゅんのすけ）
演 - 玉森裕太（幼少期：志水透哉）
御曹司のフリーカメラマン。麗子の弟。バイクが趣味。
母からの見合い話を断るため、また、姉の麗子と疎遠となった父・勝之介とを自身の恋愛を応援する口実で引き合わせる狙いから奈未に恋人のフリをして欲しいと願い出る。
幼馴染の理緒に思いを寄せていたが、彼女が海外でヴァイオリニストとして成功する夢を追いかけることを応援するため、離別した。
これまで明確に答えることはなかったが、『MIYAVI』の雑誌撮影でカメラマンとして呼ばれた際、中沢たち編集部員がいる前で奈未との交際を宣言したが、後日、疲労で倒れた麗子の介助に訪れた病院で理緒と偶然顔を合わせ一緒に食事に行き、理緒から｢音楽家ジストニア」を発症し、思うようにヴァイオリンを演奏できなくなる不安に襲われていることを吐露され、すり寄り涙されたことから、彼女をそっと抱擁する。
カメラマンを辞めて家業の宝来製紙を継ぐことを決意し、改めて姉の麗子に奈未を「本当の彼女」と紹介する。奈未のアパートで見つけた「彼氏とやりたい10のこと」と書かれたメモ書きに書かれていた内容を律義に実行し、遊園地のスケートリンクで奈未に一緒に金沢に来て欲しいとプロポーズする。
ラーメン屋で偶然相席となった中沢から奈未が雑誌編集の仕事をやりたがっていると聞かされたことから、奈未の仕事を応援するため婚約を解消する。しかし破局後、尾芦から相談を受けた奈未からこれまで撮影した写真が保管されているレンタル倉庫に案内され、夢にフタをして笑えていないのではないかと問いかけられたことで、カメラマンに未練があり本当はカメラマンを続けたい気持ちに気付かされたことから、父・勝之介に謝罪し家業を継ぐことを断り、挑戦することから逃げていたことを反省し、カメラマンとしての成功を目指しつつ、カンボジアのNGOの広報カメラマンとして活動する道を選択し、成功して奈未の元へ戻ってくるので待っていて欲しいと出版社を訪れ奈未に告げる。
3年後、カンボジアで出会ったエージェントと契約し、カンボジアへの観光を宣伝する航空会社の大きな仕事を任されたことからカメラマンとして成功したと判断して帰国し、かつて奈未と出会った街中のベンチで奈未と再会し、自身の成功を報告するとともに奈未と口づけを交わす。
中沢涼太（なかざわ りょうた）
演 - 間宮祥太朗
『MIYAVI』の編集部員。若手編集のエース。1993年6月21日生まれ。趣味は休日のロードバイクでの遠出。
元カルチャー誌担当でファッション誌は未経験。編集の仕事に対しストイックで、奈未や遥に対し厳しい言葉をかけることから奈未から陰で「ドSの先輩」と呼ばれているが、言葉に反して実際は思いやりがあり、奈未たちが仕事で困っている様子を察すると手を差し伸べるなど面倒見がよい。
仕事を通じて成長しつつある奈未に密かに想いを寄せており、雑誌撮影の場で潤之介が奈未との交際宣言をした際、少なからず動揺し、奈未を泣かせることがあり、彼女に対して気遣いが足りないと感じている潤之介に対し、自分も奈未に恋愛感情があることを告げ、編集部で一人残業をしていた奈未の悩みを聞き「俺…、お前のこと好きだわ」「俺ならお前のこと泣かせない」と告白したが、奈未にフラれてしまう。
奈未にフラれても報われないながらも優しさから奈未のことを思い潤之介など周りに働きかける様子を和泉からドSではなく、本当はドMなのではないかと問いかけられ、自分とデートしてクソつまんなかったらドSだから嬉しいのではないかと、遠回しにデートに誘われる。

### 音羽堂出版の関係者
奈未が勤務する出版社。ファッションモード誌『MIYAVI』を編集している。出版不況に飲み込まれ、他の出版社との吸収合併の話が現実味を帯びるほどの経営危機状態に陥っている。
宇賀神慎一（うがじん しんいち）
演 - ユースケ・サンタマリア
「音羽堂出版」の副社長。リーダーシップにあふれた優秀な人物で、麗子をヘッドハントしている。
ウエクサジンコは元妻で、15年前に離婚するがビジネスを通して現在でも付き合いが続いている。
麗子に気があり、成り行きで水族館にデートに行く約束を取り付けることに成功し、二人でデートを楽しむが、デート中も仕事のことが気になっている麗子にリラックスしてデートを楽しんでもらうよう気遣う。
競合他社のファーストパブリッシングとの吸収合併は既定路線のため、『MIYAVI』が廃刊になる可能性も考慮し、編集員のもしもの場合の処遇を『ZEAL』の編集長・麻美に相談しており、創刊3号の売上が『MIYAVI』存続の試金石になるが、麗子には売上を気にせず作りたい雑誌を作るよう声をかけていたが奮闘虚しく、「音羽堂出版」はファーストパブリッシングに吸収合併されることになる。『MIYAVI』は廃刊を免れたものの、麗子が編集長を降りるという条件が出され、彼女が了承したと聞き動揺する。
編集長を辞めてしまった麗子に「責任をあまりとり過ぎると他の人が取る責任がなくなるのでもう少し みんなに責任を分けて時には周りに頼ることも必要ではないか」と、自分を頼るよう麗子に言葉をかける。
潤之介がカンボジアへ旅立って3年後、新たに出版社を立ち上げており、麗子を編集長に招き入れ、麗子のアシスタントに奈未を採用する。
和田和美（わだ かずみ）
演 - 秋山ゆずき
『MIYAVI』の編集部員。1990年4月17日生まれ。趣味はエステ通い。
グイグイ距離を詰めてくるタイプで、スピンオフでは中沢を好きになるが、ほどなく和泉の恋を応援する側に回る。
潤之介がカンボジアに旅立ってから3年後には『MIYAVI』の編集長に就任している。
和泉遥（いずみ はるか）
演 - 久保田紗友
『MIYAVI』の編集アシスタント。ファッション誌の編集部員志望で、麗子のもとで仕事ができることをチャンスと捉えている。
当初は奈未に「編集者の仕事は明確な目標がないと務まらない」と苦言を述べていたが、麗子のアシスタントを通じて仕事にやりがいと責任を持つようになった彼女を「目の前の強敵」と認めるようになる。
第一印象は悪かったが実は優しい編集部の中沢のことが好きになり、尾芦から誘われたグランピングに奈未を巻き込み、男女の数合わせを理由に奈未に中沢を誘わせグランピングを装い中沢をデートに誘うことに成功する。しかし、中沢が奈未に告白しているのを目撃してしまい、出張に出かけた長野のコテージで奈未が中沢を避け、自分と二人きりにさせようと仕向けることを惨めに感じ、奈未に自分の気持ちをはっきりさせた方がいいと告げるが、コテージで奈未が失くしたブレスレットを探すのに中沢が付き合うため長野に留まり複雑な気持ちにさせられる。
中沢が奈未にフラれたことを受けて「失恋したとき、実は運命の人がそばにいたっていうストーリー」の映画を教えてほしいと伝えて、中沢に好意を持っていることに気づかせようとし、奈未にフラれてもなお、優しさから奈未のために周囲に働きかける中沢はドSではなく、本当はドMなのではないかと問いかけ、自分とデートしてクソつまんなかったらドSの中沢は嬉しいのではないかと、遠回しではあるがデートに誘い中沢が好きである気持ちを伝える。
加賀栞（かが しおり）
演 - 太田夢莉
『MIYAVI』の編集アシスタント。
松下由衣（まつした ゆい）
演 - 吉田沙世
『MIYAVI』の編集部員。移籍前もファッション誌でビューティ（美容）関係を担当していた。
矢島明日香（やじま あすか）
演 - 星野梨華
『MIYAVI』の編集部員。フェミニン系ファションを得意にする。
大橋、多田、有川
演 - 大橋明代、多田昌史、有川拓也
『MIYAVI』の編集部員。
半田進（はんだ すすむ）
演 - なだぎ武
『MIYAVI』の副編集長。1972年10月8日生まれ。趣味は眼鏡のコレクション。奈未を『MIYAVI』編集部に採用した張本人。日和見主義で企画会議では麗子の反応を注意深く確認し、自身が面白いと興味を示した企画であっても麗子が興味を示さない場合は即刻却下する。
飲み屋で出会った出版業界の同業者と意気投合して話をするが、その人物がゴシップ誌『SLASH』を出版する春文社の人間で、麗子が奈未に厳しく接している話をしたため、『MIYAVI』編集長がアシスタントにパワハラを働いているという記事を書かれる切っ掛けを作ってしまったと思い込み、音羽堂出版の吸収合併後に辞表の提出を決意するが、新編集長の高橋からの情報で冤罪だったことがわかり辞表提出を撤回する。
麗子の後任で新編集長に就任した麻美が広告掲載の見送りに責任を感じ編集長を辞任したために急遽、編集長に就任することとなるが、奈未たちから何度も編集長復帰を熱望された麗子がその要請に応え復帰したことから、編集長を退いている。
潤之介がカンボジアに旅立ってから3年後、和田が『MIYAVI』の編集長に就任しており、自身は副編集長として和田のサポートに徹している。

### 鈴木家
鈴木義郎（すずき よしろう）
演 - 橋爪淳（第1話-第2話・第4話・第7話・最終話）
奈未の父。「鈴木書店」を経営しているが小説家志望で家族に苦労をかけ続けている。
幼馴染の健也が奈未の交際相手と勘違いして、健也が奈未を含めて三股していると思い込み、奈未を心配して熊本に戻ってきてもいいぞと声をかける。
鈴木真未（すずき まみ）
演 - 宮崎美子（第1話・第4話・第7話・最終話）
奈未の母。「普通が一番たい」が口癖。奈未の人格形成に大きな影響を与えた人物で、小説家をあきらめきれない夫にあきれている。
幼馴染の健也が奈未の交際相手で、潤之介を奈未に付きまとうストーカーと誤解していたが、潤之介に東京案内をしてもらい、優しく接してもらったことで誤解が解け、潤之介が奈未の交際相手と知り安心する。
奈未から潤之介と別れたと聞くと、これまで「普通が一番」と言っていたが、奈未がどの道を進もうと、誰と一緒になろうと、奈未自身がちゃんとその場所でしっかり生活すれば、それが奈未の普通になると言って娘を励ました。
鈴木多未（すずき たみ）
演 - 山之内すず（幼少期：三井絢月）（第1話・第4話・第7話・最終話）
奈未の妹。女子高生。潤之介がカンボジアへ旅立って3年後、上京することになり部屋探しのために奈未のアパートを訪ねている。

### その他
高橋麻美（たかはし あさみ）
演 - 高橋メアリージュン
『MIYAVI』のライバルファッション誌でファーストパブリッシングが編集する『ZEAL（ジール）』の敏腕編集長。かつて麗子と同じファッション誌の編集部で働いていた先輩にあたり、欧州のファッション誌編集長を務めファッション業界でのステータスを高めた麗子に対抗意識を持つ。競合他社の副社長であるが宇賀神とは親しい間柄。
音羽堂出版がファーストパブリッシングに吸収合併され、麗子が編集長を辞任したため、『MIYAVI』の新編集長として送り込まれるが、編集長に就任後、3つのブランドから広告掲載の見送りの申し出があったため、『MIYAVI』は麗子が編集長でなければ成立しないとプライドが傷つけられたために宇賀神に編集長辞任を申し出る。その時、自分は編集長の仕事でなく麗子が持っている『MIYAVI』や宇賀神が欲しかっただけかもしれないと吐露し、宇賀神から気持ちに応えることが出来ないと言われたため、「冗談」と言ってその場を取り繕った。
蓮見理緒（はすみ りお）
演 - 倉科カナ（第4話 - 最終話）
潤之介の幼馴染。海外で活躍するプロのヴァイオリニスト。
宝来家と実家が仕事上の付き合いがあり、潤之介とは幼稚園のころから面識があり、イタリアの音大に留学する際、ひとつ年下で高校生だったころの潤之介から交際を申し込まれ、遠距離恋愛をしていたが、ヴァイオリンに集中したいため、淳之介に別れを告げた。その後、10年の月日が経過している。
『MIYAVI』の対談企画を受けることになり、宿泊先のホテルに対談の時に着用するドレスを届けに来た奈未を昼食に誘い奈未の恋の相談に応じ、恋する相手が潤之介であったことを確信し、後日恋の進展を確認するため、奈未のアパートを訪問する。
疲労で倒れた麗子の介助に病院を訪れていた潤之介と偶然顔を合わせ、一緒に食事に行くが｢音楽家ジストニア」が発症した恐れがあると脳神経外科で診断されており、思うようにヴァイオリンを演奏できなくなる不安に襲われ、潤之介にすり寄り涙する。精密検査の結果を一人で聞くことが怖く、潤之介に同伴を求めるが、一度は区切りをつけた恋で、優しくされとつらくなるとの理由で前言を撤回する。
精密検査の結果を一緒に聞きに行かなかった潤之介が心配して連絡をしたため、練習のし過ぎで腱鞘炎になっただけで心配ないと告げるが、実際は「局所性ジストニア」と診断されており、ヴァイオリニストにとって致命的な症状であったため、手術に付き添ってほしいと潤之介にお願いした。
手術をしたものの、プロとしてやっていくには厳しい状態であったが、夢に向かって頑張れたことで後悔はないと潤之介に告げ、カメラマンを辞めて家業を継いだ潤之介は後悔していないのかと問いかけ、彼にカメラマンを辞めた選択が正しかったのかもう一度考え直す機会を与える。
宝来香織（ほうらい かおり）
演 - 高橋ひとみ（第1話・第4話・第8話 - 最終話）
潤之介、麗子の母。金沢で宝来製紙を経営する大金持ち。潤之介には早く身を固め、会社を継いでもらうことを望んでいたが、潤之介がカメラマンとして成功する夢に挑戦する決意を聞き、挑戦を応援する。
宝来勝之介（ほうらい しょうのすけ）
演 - 宇梶剛士（第3話・第6話・第9話・最終話）
潤之介、麗子の父。宝来グループのトップ。
大学を卒業する麗子からファッションに興味があり、パリのファッション専門学校「エスモード」の見学に行きたいと告げられた際、一流大学を出て成績もトップクラスの創業家の娘が、家業を継がないなんて「もったいない」と発言し、麗子に抵抗感を与えてしまう。
これまで麗子がファッション誌を編集することを評価していなかったが、潤之介が婚約者として奈未を紹介する会食の席で奈未から世界中の読者を笑顔にできる雑誌を作る麗子が如何に凄いかを熱弁され、出版された『MIYAVI』に目を通し、雑誌作りがかっこいい仕事であると考えを改め、麗子の雑誌編集の仕事を評価し、会食の席に現れた麗子にこれまでの非礼を謝罪し、親子の不和を解消する。
一度は家業を継ぐと決めた潤之介からカメラマンに未練があり、逃げずに挑戦するためやはり家業は継げないと言われ、麗子から潤之介の人生を家のためでなく彼自身のために使わせてあげて欲しいと後押しされたことから、「うまくいかなくても無駄じゃない」と潤之介のカメラマンとしての成功への挑戦を許し、彼をカンボジアに送り出す。
尾芦一太（おあし いちた）
演 - 亜生（ミキ）
潤之介の専属カメラアシスタント。潤之介を尊敬している。大阪出身。
『MIYAVI』編集部の遥に気がありグランピングに誘うが、当日腹痛になったため潤之介に代役を頼む。
カメラマンの夢を諦め家業を継ぐと決めた潤之介からこれまで撮影した個展の写真などを廃棄するように頼まれていたが、奈未に潤之介が写真への未練を断ち切ろうとしているのではないかと相談し、渡された写真を捨てることが出来ずレンタル倉庫を借りて保管していることを告げる。
日置健也（ひおき けんや）
演 - 犬飼貴丈（幼少期：石毛宏樹）（第1話・第4話・第7話・最終話）
奈未の年上の幼馴染で片想いの相手。公認会計士。熊本にいたころは「鈴木書店」で毎日のように立ち読みをしていた。 奈未のことは妹のように思っているようであったが、恋愛に軽薄なところがあり、ジミーチュウの新作発表レセプションパーティーで偶然奈未と会った際、婚約者のサリがいながら「付き合おう」「うまいことやるよ」と奈未を誘いパーティーから抜け出そうとするので、その場に居合わせた潤之介から制止されている。
鈴木家が奈未の様子をうかがいに上京した際、健也のマンションも訪問するが、婚約者のサリとはまた別の女性と手をつないで出かけようとしているところを目撃され、狼狽して勤め先の会計事務所には報告しないでくれと土下座をする。
潤之介がカンボジアへ旅立って3年後、公認会計士を辞めてYouTuber「けんKEN」に転身している。

### ゲスト

#### 第1話
サリ
演 - 井桁弘恵（第4話）
健也の婚約者。健也の勤める会計事務所の所長の娘。
泊東吾（とまり とうご）
演 - 栄信（第3話）
世界的に活躍する染織家。メディア嫌いであったが麗子に口説き落とされ、『MIYAVI』創刊号の表紙に花柄に染めた帯を掲載することを許可する。
富津ローズガーデンの栽培者
演 - 円城寺あや
以前テレビの取材でバラ園を荒らされたことから創刊号の表紙撮影のロケに難色を示すが、麗子の懇願に折れ許可する。
冨永愛（とみなが あい）
演 - 冨永愛（本人役）
世界的に活躍する日本人モデル。親交のある麗子のために『MIYAVI』創刊号の表紙モデルを務める。
レスリー・キー
演 - レスリー・キー（本人役）
世界的に活躍するフォトグラファー。『MIYAVI』創刊号の表紙を撮影する。

#### 第2話
荒染右京（あらぞめ うきょう）
演 - 花江夏樹（第3話）
代表作『ヨビガミ』で有名な日本を代表する売れっ子漫画家。『MIYAVI』のカルチャー特集でファッションブランドとのコラボ企画を依頼され、初交渉の際、けん玉が趣味であることからけん玉チャンピオンと偽った奈未の付け焼刃の技を見せられたため、ウソで熱意がないと受け取り交渉決裂となりかけるが、「努力することから逃げているだけ」と麗子に指摘されて発奮した奈未が再交渉に訪れた際に、けん玉の技を華麗に決める奈未の手に青あざがあったことから努力した痕跡を確認し、『ヨビガミ』の印象的なシーンを熱弁し、後日ファンになったと嘘偽りない姿勢で感想を述べたことが心に響き、カルティエとのコラボイラストを『MIYAVI』に提供している。
シモン
演 - BLAKE C
カルティエのマーケティング部長。荒染の漫画のファンであることをリサーチ済みの麗子が、出稿交渉の場ではないパリ大使館のパーティーの場で『ヨビガミ』の荒染とけん玉を通してコラボしたという話題を披露したことに興味を示し麗子と商談することとなり、表4への広告掲載を決める。

#### 第3話
瀬尾光希（せお みつき）
演 - 高山侑子
モデルで柔道家。『MIYAVI』創刊号のインタビュー特集で取材を受けていたが、麗子から別人のインタビューに差し替えるようにとの指示が出される。
奈未はまた、巨額の広告費が絡んだために麗子が突然の編集内容の差し替えを指示したと推測していたが、実際は左肩が完治していない状態で父の成し遂げた世界選手権七連覇に並ぶため怪我からのカムバックを強行しようとしており、その思いを語ったインタビュー記事が『MIYAVI』創刊号に掲載されることで追い詰められ、無理をしてカムバックして選手生命を終わらせる危険があると麗子が判断し差替えを指示しており、麗子の説得で大事をとることを決めていた。
瀬尾光晴（せお みつはる）
演 - 青木一平
光希の父。世界選手権七連覇の偉業を達成した柔道家。
小早川佐和子（こばやかわ さわこ）
演 - 片瀬那奈（第7話）
グローバル経済アナリスト。麗子とは一緒にジョギングやヨガなどをする仲。
瀬尾光希の『MIYAVI』創刊号のインタビュー記事と差し替えた麗子の真意を知った中沢から取材を受ける。後日、麗子からの依頼で長野の繊維メーカー「ISOBE」の企業データを提供している。
小笠原隆（おがさわら たかし）
演 - 藏内秀樹（第8話・最終話）
中沢たち編集部員が麗子の編集方針に納得できず仕事をボイコットしたため、半田の手配で編集部の「新たな一員」として呼ばれた老齢の男性。元校閲部。締切が迫った『MIYAVI』創刊号の最終校閲を行い貢献する。ISOBEとのコラボプロジェクトが一旦保留になり、編集期日に余裕がなくなった際も応援に駆け付ける。
ジュリナ、アツシ
演 - 碓井玲菜、中島健
奈未が和田から誘われた合コンの帰りに道端でぶつかってしまったカップル。服は濡れていないのにぶつかった拍子に手にしていたペットボトルのミネラルウォーターで服が濡れたと女性が難癖をつけ謝罪を要求したが奈未が謝罪しなかったため、男性が逆切れし手に持っていたペットボトルのお茶を奈未の頭に浴びせかけようとしたところに潤之介が現れ、機転を利かせ奈未を連れてその場から逃げ出し事無きを得る。

#### 第4話
ウエクサジンコ
演 - 高岡早紀（第5話・第6話）
世界の着物ブームの火付け役ともいわれているファッション業界のトップクリエイター。麗子の新人時代をよく知る人物。
麗子とは正反対の性格で、笑顔を絶やさず打合せでは和気あいあいと風通しの良い雰囲気を心がけているが、いざ仕事の本番になると妥協を許さず、希望した染織家・南部宗達の帯が準備できていないことを知ると、「コーディネートが出来ない」と帯の準備を任せていたアシスタントのマリカを責め立てクビを言い渡したばかりか、マリカをかばった奈未にも激昂して麗子をこき下ろす発言をし、抗議される。しかし、麗子からマリカが選んだ帯はジンコが世界に評価された過去の作品を意図したクリエイティブで大胆なモノであったことを指摘され、トップクリエイターとして恥じないものを創作しなければいけないとのめり込むあまり、「他人の意見を聞き入れない裸の王様になっていた」と反省し、マリカのクビを撤回する。後に麗子に奈未のアシスタントぶりを褒める発言もしている。
宇賀神は15年前に別れた元夫で、離婚後もビジネスを通して付き合いが続いており、今回パリから来日した機会に、会食の席で彼に再婚することを報告している。また、宇賀神と麗子が互いに意識しあっていることを察しており、二人を結び付けようと彼らに恋愛を後押しする言葉をかけている。
木本マリカ
演 - 金澤美穂
ジンコの6代目アシスタント。ジンコが創り出す独特の世界観に憧れているが、仕事に妥協を許さないジンコからいつクビを言い渡されるか戦々恐々としながらアシスタントを務めている。ジンコが着物のコーディネートをする前日、準備を頼まれていた南部宗達の帯が足りなかったため、自身の判断でジンコの過去の作品を意図した帯を選定したが、彼女のプライベートな時間を邪魔してはいけないと気遣って報告しなかったったことが裏目に出て、報告を怠ったことでなく勝手に帯を選定したことを責められクビを言い渡される。しかし、撮影現場に現れた麗子が助け舟を出したことで、ジンコが自分の仕事に対する姿勢を反省してクビを免れる。

#### 第5話
山村紅葉（やまむら もみじ）
演 - 山村紅葉
『ZEAL』編集部が企画した記事のモデル。本来、理緒が『MIYAVI』の対談企画で着るはずだった黄色いドレスが奈未のミスで彼女のもとに渡り、一目惚れしたので撮影に使用したいとの理由からドレスを着替えることに難色を示すが、紅葉と面識のある麗子が泊東吾が紅葉のデザインをあしらったワンピースを紅葉のために持参して撮影現場に現れ、ワンピースを気にいってくれたことから、黄色いドレスが手元に戻る。

#### 第6話
新谷祐介（しんたに ゆうすけ）
演 - 細田善彦（第7話 - 第9話）
パーティーの席で勝之介が麗子に紹介したグローバルゼスト社の代表を務める若手実業家。新しく立ち上げるオーダーメード通販のブランド｢オリジナル シンデレラ｣の『MIYAVI』への広告掲載を麗子に打診する。その広告掲載が音羽堂出版の経営難を察した父・勝之介の口添えが絡んだものであったため麗子は抵抗を感じるが、その後も『MIYAVI』以外の雑誌にも広告掲載を打診しており、これらの広告収入により、音羽堂出版は他の出版社との吸収合併の危機を回避できる可能性が高まる。
後日、麗子と半田を招いた商談で、「オリジナル シンデレラ」のオーダーメイドドレスのタイアップ記事の掲載を正式に依頼するが、システムが開発中なので既製品のドレスをそのオーダーメイドドレスとして扱うことと、自社の競合企業の広告モデルを務めるジェシカを『MIYAVI』では起用しないよう注文を付ける。しかし、麗子が過労で倒れたことを知り商談の席に駆け付けた奈未から、新谷の要望に応えると『MIYAVI』が特定のファッションブランドのパンフレットのようになり、『MIYAVI』が今までと違う雑誌になってしまうと指摘されたことから、音羽堂出版と『MIYAVI』の存続のため広告収入のことばかり気にかけていた麗子は何を守るべきか気付かされ、新谷からの広告掲載の商談を断る。その腹いせで麗子を苦しめるためゴシップ誌『SLASH』に麗子が奈未にパワハラを働いているという記事を書かせたが、その話を会食に誘った『MIYAVI』の新編集長に就任した高橋に話したことで、彼女に頭から冷や水を浴びせかけられる。
ジェシカ
演 - 高橋ユウ
和田が『MIYAVI』の雑誌撮影に呼んだモデル。グローバルゼスト社の競合企業の広告モデルを務めていたことから、『MIYAVI』に広告掲載を打診していた新谷から今後『MIYAVI』でのモデル起用を取りやめるようにと自身の知らないところで注文を付けられていた。

#### 第7話
磯辺晋二（いそべ しんじ）
演 - 近藤芳正（第8話）
長野県にある繊維メーカー「ISOBE」の社長。絹の生産過程で独自技術を用いセリシンの抽出に成功し、絹化粧水を開発した。麗子から商談を持ち込まれ長野の自社で打ち合わせする予定だったが、一向に来社しないため打ち合わせを打ち切ろうとしたところに、コーチとのコラボで化粧水を期間限定で取り扱う契約を手土産に取りつけた麗子が現れ、広告掲載を打診される。世界に名だたるハイブランドと地方のメーカーである自社とでは不釣り合いで、なにより広告費を払うだけの資金力がないため広告掲載を悩んだが、最終的には広告を掲載することを麗子に連絡する。
ゴシップ誌で麗子が奈未にパワハラを働いているとの記事が掲載されると、音羽堂出版の経営状況も芳しくないことを従業員たちが不安視していることもあり、コーチとのコラボの件を一旦保留にするが、麗子と奈未が本音でケンカする様子を見て互いが信頼しあう関係でゴシップ誌の記事は嘘だと確信し、コラボプロジェクトを進めることを麗子に告げる。

#### 第8話
フワちゃん、アンミカ
演 - フワちゃん（本人役）、アンミカ（本人役）
ISOBEとコーチがコラボした絹化粧水を自発的にインスタグラムで宣伝してくれ大ヒットの一助となる。

#### 最終話
海老沢紗英
演 - 霧島れいか
有名女優。娘のhinataの『MIYAVI』での鮮烈なモデルデビューを画策していたが、撮影したグラビアがネットに流出してしまい計画が頓挫し、半田たち編集部に激高する。
hinata
演 - 小野莉奈
海老沢紗英の娘。モデルデビューの写真がネットに流出したことを麻美や奈未から謝罪をうけるが、写真流出で世間から注目を浴び、売れていなかった自身のバンド活動のライブチケットが完売したことで気をよくしており、激高している母の説得と写真の再撮影を麻美たちに約束する。
カメラマン
演 - AMEMIYA
『MIYAVI』の雑誌撮影のカメラマン。hinataの撮影をしていたところを潤之介と別れたばかりで傷心気味の奈未に潤之介と見間違えられる。
ラーメン店「百麺」の店員
演 - 昴生（ミキ）
宝来製紙を継ぐことになり取引先への挨拶回りに上京していた潤之介が、涼太に誘われて入店したラーメン店の店員。

## スタッフ
- 脚本 - 田辺茂範
- プロデュース - 松本明子
- 演出 - 田中健太、石井康晴、山本剛義、井村太一
- 編成 - 宮﨑真佐子
- 音楽 - 木村秀彬
- 主題歌 - Kis-My-Ft2「Luv Bias」（avex trax）[14]
- 台本監修 - 杉山絵美
- 写真監修 - 武田裕介
- カメラマン監修 - 原口良太
- 熊本弁指導 - 仲原エミカ
- フランス語・英語指導 - フリー・ウエイブ
- 製作 - TBSスパークル、TBS

## 放送日程
| 話数                                                                         | 放送日  | サブタイトル                  | 演出     | 視聴率 |
| ---------------------------------------------------------------------------- | ------- | ----------------------------- | -------- | ------ |
| 第1話                                                                        | 1月12日 | 平凡女子が鬼上司の雑用係に!?  | 田中健太 | 11.4%  |
| 第2話                                                                        | 1月19日 | 偽装彼女でボスをだませ作戦!   | 田中健太 | 11.3%  |
| 第3話                                                                        | 1月26日 | 鬼上司VS部下で大波乱!         | 石井康晴 | 11.0%  |
| 第4話                                                                        | 2月02日 | BBQで盛り上がる恋心!?         | 山本剛義 | 11.6%  |
| 第5話                                                                        | 2月09日 | これって付き合ってるの!?      | 田中健太 | 10.8%  |
| 第6話                                                                        | 2月16日 | 雑用係卒業? 子犬男子と同居?!  | 石井康晴 | 11.8%  |
| 第7話                                                                        | 2月23日 | 一発逆転! 世界で一番君が好き! | 井村太一 | 11.4%  |
| 第8話                                                                        | 3月02日 | 彼氏ができたらやりたい10の事  | 田中健太 | 11.8%  |
| 第9話                                                                        | 3月09日 | 好きだから… 一緒にいたい!     | 石井康晴 | 12.0%  |
| 最終話                                                                       | 3月16日 | いつか未来が…                 | 田中健太 | 13.2%  |
| 平均視聴率 11.6%（視聴率はビデオリサーチ調べ、関東地区・世帯・リアルタイム） |         |                               |          |        |

- 初回は22時 - 23時15分[注 1]の15分拡大放送。
- 最終回は22時 - 23時12分の15分拡大放送。

## 作品の評価
- 初回見逃し配信の再生回数（TVer、TBS FREE、GYAO!での合計再生数）が1週間で約221万回を記録し、TBS火曜ドラマ枠で歴代2位になった[17]。
- 初回から視聴率11.4%を記録し、同枠で2作ぶりに二桁スタートを切り、毎週世界トレンド1位になるなど反響が大きかった[18]。
- モデルプレスの読者が選ぶ「2021年冬 最もハマっているドラマランキング」で第1位に本作品が選出された[19]。
- 全話平均視聴率は『火曜ドラマ』枠史上第4位、最高視聴率は史上第6位を記録した。
- 『火曜ドラマ』枠では2020年7月期『私の家政夫ナギサさん』以来3作ぶりの史上4作目となる、全話2桁の視聴率を記録した。
- 民放公式テレビポータル・TVerの1月期(1 - 3月)番組再生数ランキングで『恋はつづくよどこまでも』の持っていた同サービス史上最高再生回数を塗り替え、1865万で2位に300万回という大差をつけて1位になった[20]。

### 受賞
- 第107回ザテレビジョンドラマアカデミー賞
  - 助演女優賞 - 菜々緒
  - ドラマソング賞 - Kis-My-Ft2「Luv Bias」[21]

## スピンオフドラマ
『オー!マイ・ツンデレ!恋は別冊で』（オー!マイ・ツンデレ!こいはべっさつで）のタイトルで、動画配信サービスParaviにて本編の『オー!マイ・ボス!恋は別冊で』終了後に配信される。略称は「ツン恋」。
先輩編集者である中沢涼太の第一印象が最悪だった編集アシスタント和泉遥と、会った初日に中沢を好きになった“グイグイ”の編集者・和田和美という対照的な2人とツンデレな中沢をめぐる恋模様が描かれる。

### キャスト（スピンオフドラマ）
- 中沢涼太 - 間宮祥太朗
- 和泉遥 - 久保田紗友
- 和田和美 - 秋山ゆずき
- 加賀栞 - 太田夢莉
- 松下由衣 - 吉田沙世
- 矢島明日香 - 星野梨華
- 半田進 - なだぎ武

### ゲスト（スピンオフドラマ）
- 高橋麻美 - 高橋メアリージュン
- 尾芦一太 - 亜生（ミキ）

### スタッフ（スピンオフドラマ）
- 脚本 - 宮本武史
- 演出 - 井村太一、加藤尚樹
- 音楽 - 木村秀彬
- プロデューサー - 松本明子
- 企画 - 宮﨑真佐子
- 制作 - TBSスパークル、TBS

### 配信日程（スピンオフドラマ）
| 各話   | 配信日  | サブタイトル                       | 演出     |
| ------ | ------- | ---------------------------------- | -------- |
| 第1話  | 1月12日 | “世界一”の恋が始まる               | 井村太一 |
| 第2話  | 1月19日 | 好きなものは好き!                  | 加藤尚樹 |
| 第3話  | 1月26日 | 恋のサイクリングは危険な三角関係!? | 井村太一 |
| 第4話  | 2月09日 | 片想いたちのバレンタイン           | 加藤尚樹 |
| 第5話  | 2月23日 | 白黒ついても諦めない!              | 加藤尚樹 |
| 第6話  | 3月09日 | 押してダメなら引いてみなっ!        | 加藤尚樹 |
| 最終話 | 3月16日 | ハッピーエンディング!?             | 加藤尚樹 |

- 2月2日・2月16日・3月2日は新作の配信休止。